# Joe Ghiz
Joseph (Joe) Atallah Ghiz, né le 27 janvier 1945 à Charlottetown et mort le 9 novembre 1996 dans la même ville, est un avocat et homme politique canadien, premier ministre de la province de l'Île-du-Prince-Édouard de 1986 à 1993 sous la bannière du Parti libéral.

## Biographie
D'origine libanaise et avocat de profession, Joe Ghiz commence sa carrière politique en devenant chef du Parti libéral de l'Île-du-Prince-Édouard en 1981. L'année suivante, il est élu à l'Assemblée législative de la province, dans laquelle il est chef de l'opposition. En 1986, il remporte les élections provinciales et devient premier ministre. Reconduit après les élections de mars 1989, il démissionne en janvier 1993 pour raison de santé et est remplacé à la tête du Parti libéral comme du gouvernement provincial par Catherine Callbeck. Il meurt d'un cancer trois plus tard.
Son fils, Robert Ghiz, est également devenu premier ministre de l'Île-du-Prince-Édouard à l'issue des élections de 2007.